# Polyrhachis aerope
Polyrhachis aerope é uma espécie de formiga do gênero Polyrhachis, pertencente à subfamília Formicinae.